# Clitarc d'Erètria
Clitarc (grec antic: Κλείταρχος, Kleitarkhos, llatí: Cleitarchus) fou un tirà d'Erètria, a l'illa d'Eubea, el segle iv aC.
El tirà Plutarc d'Erètria va ser foragitat per Foció l'any 350 aC i en un principi es va establir un govern democràtic. Llavors aparegueren fortes lluites entre els dos partits que es van formar, un de favorable a Atenes i l'altre a Macedònia, i els seguidors del partit macedoni s'acabaren per imposar als del partit atenès. Filip II de Macedònia va enviar Hipònic, un dels seus generals, a destruir les muralles de Portmos, que era el port d'Erètria, i va establir una tirania amb tres caps: Clitarc, Hiparc i Automedont, quan ja s'havia signat la pau entre Macedònia i Atenes el 346 aC, segons Plutarc i Demòstenes. Els tirans van trobar una forta oposició, i Filip II va haver d'enviar forces de suport dues vegades: la primera sota Euríloc i la segona sota Parmenió.
Clitarc va romandre tot sol al capdavant del govern en circumstàncies desconegudes, però no sembla que manifestés hostilitat amb els atenesos, perquè se sap que Atenes va enviar diverses ambaixades i va transferir els tributs d'Òreos i Erètria a favor de Calcis, quan mirava d'establir un govern federal a l'illa d'Eubea, i fins i tot van celebrar una assemblea a Calcis. Èsquines d'Atenes diu que Clitarc va pagar un talent a Demòstenes com a suborn perquè s'aprovés el decret d'unió. El projecte va fracassar i Demòstenes va signar un altre decret el 341 aC per enviar una expedició a Eubea amb la finalitat d'eliminar la influència macedònia. Clitarc i el tirà d'Òreos, Flilístides, van enviar ambaixadors a Atenes per evitar, si era possible, l'amenaça d'invasió. Es van allotjar a la casa d'Èsquines, que sembla que estava a favor de la seva causa i els va defensar davant de l'ecclesia (l'assemblea del poble). Però el decret es va portar a terme i els atenencs van donar el comandament al general Foció que va expulsar a Clitarc i Filístides tant d'Erètria com d'Òreos. La seva sort final no es coneix, però probablement va morir a Macedònia.